# 山口アタル
山口 アタル（やまぐち アタル、1999年5月28日 - ）は、カナダ連邦ブリティッシュコロンビア州バンクーバー出身のプロ野球選手（外野手・育成選手）。右投右打。北海道日本ハムファイターズ所属。

## 経歴

### プロ入り前
日本人の父とギリシャにルーツを持ちカナダで生まれ育った母の間に生まれた。カナダで生まれ育ち、友達の影響で8歳から野球を始めた。子供の頃の夢はプロ野球選手だった。
2012年にリトルリーグの世界大会でカナダ代表のメンバーとして出場。対戦機会はなかったが、東京北砂リトルの一員として清宮幸太郎が出場していた。当時は投手と内野手を守っていた。
ブリタニア高校、コルビー短大では投手、外野手の二刀流で活躍する。投手経験もあり、肩が強く、外野手としても高いセンスを誇っていた。2022年7月にトミー・ジョン手術を受け、外野手に専念した。

### 日本ハム時代
2022年ドラフト会議前に北海道日本ハムファイターズの入団テストを受け、同球団から育成ドラフトの3位指名を受けた。同3位の加藤豪将に続き、2人目の逆輸入指名となった。11月26日には入団会見を行った。背番号は127。

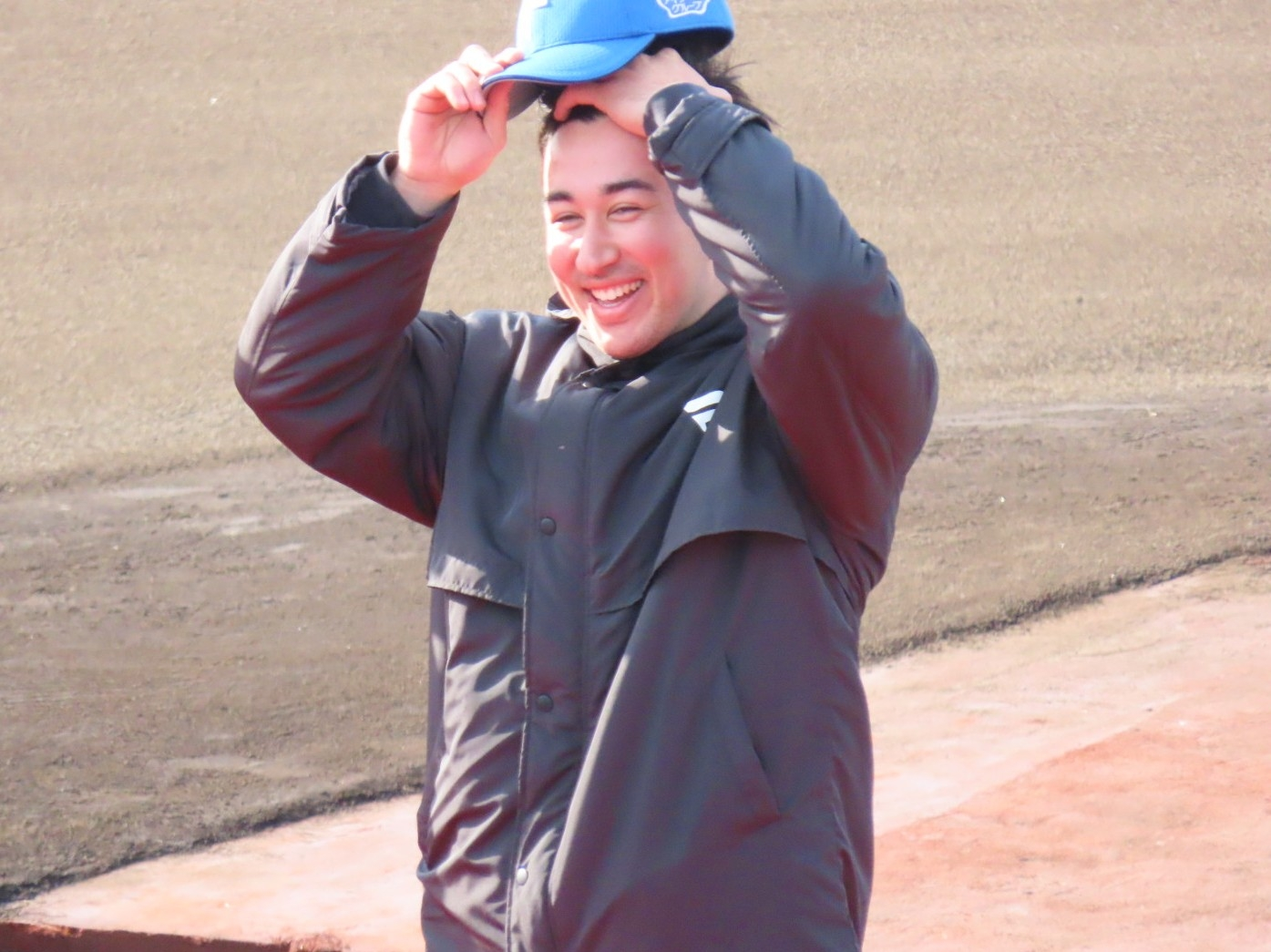
2023年1月22日ファイターズ鎌ヶ谷スタジアムにて

2023年は、二軍公式戦36試合に出場し、打率.235、2本塁打の成績を残していたが、7月27日、左膝前十字靭帯再々建術を行ったことが球団から発表され、ゲーム復帰まで8か月の見通しであることが明かされた。
2024年は二軍公式戦で35試合に出場。打率.247、4本塁打、9打点という成績だった。
2025年はキャンプ一軍スタートとなったものの、8打数無安打と結果を残せず、二軍行きを通達された。

## 選手としての特徴
投手としては最速153km/h後半の球速を記録。打者としても打球速度は最速167km/hを記録するなど、優れた身体能力を持っている。

## 人物
ニックネームは「AJ」。幼少期はテレビゲームが大好きだったと話している。また、野球ゲームで阪神タイガースファンだったことも話している。好きな選手はダルビッシュ有。カナダに在住していたが、大阪府に祖母の自宅があったため、2年に1度は来日していたという。
入団前は無名の選手であったが、ドラフト会議前にはNPB12球団にPR動画付きの自己推薦メールを送信して売り込みを行っていた。元々積極的に自己主張しないタイプの山口がこのような手段に出たのは家族の後押しがあったためである。
日本語の日常会話は『ダウンタウンのガキの使いやあらへんで!』などから学んだという。一方、ドラフト会議前の時点では日本語の読み書きは苦手なため、自己推薦の文章は父の手を借りて作成した。現在は日本語の勉強が趣味となっている。
走攻守での身体能力の高さから、「フィジカルモンスター」の異名を持っている。自身のストロングポイントは「ジャンプ力」だという。
尊敬している人物は、フェルディナンド・マゼラン。

## 詳細情報

### 背番号
- 127（2023年[13] - ）